# 克里斯托夫·埃申巴赫
克里斯托夫·埃申巴赫（德語：Christoph Eschenbach，德語發音：[ˈkʁɪstɔf ˈɛʃn̩bax]；1940年2月20日—），德国钢琴家，指挥家。

## 早年
克里斯托夫·埃申巴赫出生于布雷斯劳（今波兰城市弗罗茨瓦夫），母亲分娩时不幸死亡，其父亲赫里伯特·林曼（Heribert Ringmann）是一名音乐学家，是一位积极的反纳粹分子，二战时被强迫加入纳粹惩戒营后遇害。由于这次创伤，埃申巴赫有一年没有说话，直到有人问他是否想演奏音乐。1946年，埃申巴赫由祖母和表姑收养，并改用表姑瓦利多勒·埃申巴赫（Wallydore Eschenbach）的姓氏，身为钢琴家的表姑发现了他的音乐兴趣，在1948年到1959年间教他钢琴。埃申巴赫十岁时获得汉堡施坦威钢琴比赛第一名，同时在旧克伦珀的教堂里演奏管风琴，1959年于亚琛高中毕业。

## 钢琴生涯
埃申巴赫在科隆音乐学院汉斯-奥托·施密特-诺伊豪斯（Hans-Otto Schmidt-Neuhaus）门下学习，之后回到汉堡，于汉堡音乐与戏剧学院师从埃利萨·汉森学习钢琴，并随威廉·布吕克纳-吕格贝格学习指挥。1962年ARD慕尼黑国际音乐大赛、1965年卢塞恩克拉拉·哈斯基尔钢琴比赛等比赛获奖之后，埃申巴赫1966年在伦敦开始职业钢琴家生涯，1969年到美国首演。他与赫伯特·冯·卡拉扬、乔治·塞尔等指挥大师多有合作，还和汉堡时期的同学尤斯图斯·弗朗茨、西德总理赫尔穆特·施密特等人合作过室内乐。

## 指挥生涯
1972年，埃申巴赫作为指挥首次登台，演出了布鲁克纳第三交响曲。日后指挥成为了他职业活动的重点，埃申巴赫历任莱茵兰普法尔茨国立爱乐乐团艺术总监（1979－1981年）、苏黎世音乐厅管弦乐团首席指挥（1982－1986年）、休斯敦交响乐团首席指挥（1988－1999年，现为荣誉指挥）、拉维尼亚音乐节艺术指导（1995－2003年）、北德广播易北爱乐乐团首席指挥（1998－2004年）、巴黎管弦乐团音乐总监（2000－2010年）、费城交响乐团音乐总监（2003－2008年）、国家交响乐团艺术总监（2010－2017年）。
2017年11月，柏林音乐厅管弦乐团宣布任命埃森巴赫为下一任首席指挥，自2019-2020乐季生效，初始合同为3年。2021年7月，柏林音乐厅管弦乐团宣布将埃申巴赫的合同延长至2022-2023乐季。他计划在2022-2023乐季结束时辞去柏林音乐厅管弦乐团的职务。
埃申巴赫在世界各地都有广泛的客串指挥经验，曾获第56届格莱美奖“最佳古典简编”。

## 作品節選

### 商業錄音
- (CD). 20世紀偉大鋼琴家（英语：Great Pianists of the 20th Century） 24. Philips Classics. 1999. 456 763-2.

## 外部連結
- 官方网站（德文）
- 克里斯托夫·埃申巴赫的Discogs页面（英文）